# Паничково
Пани́чково (болг. Паничково) — село в Кирджалійській області Болгарії. Входить до складу общини Черноочене.

## Населення
За даними перепису населення 2011 року у селі проживали 384 особи.
Національний склад населення села:
| Національність   | Кількість осіб | Відсоток |
| ---------------- | -------------- | -------- |
| турки            | 371            | 98,4%    |
| болгари          | 4              | 1,1%     |
| цигани           | 0              | 0%       |
| Всього відповіли | 377            |          |

Розподіл населення за віком у 2011 році:
Динаміка населення: